# Cavalier thrace

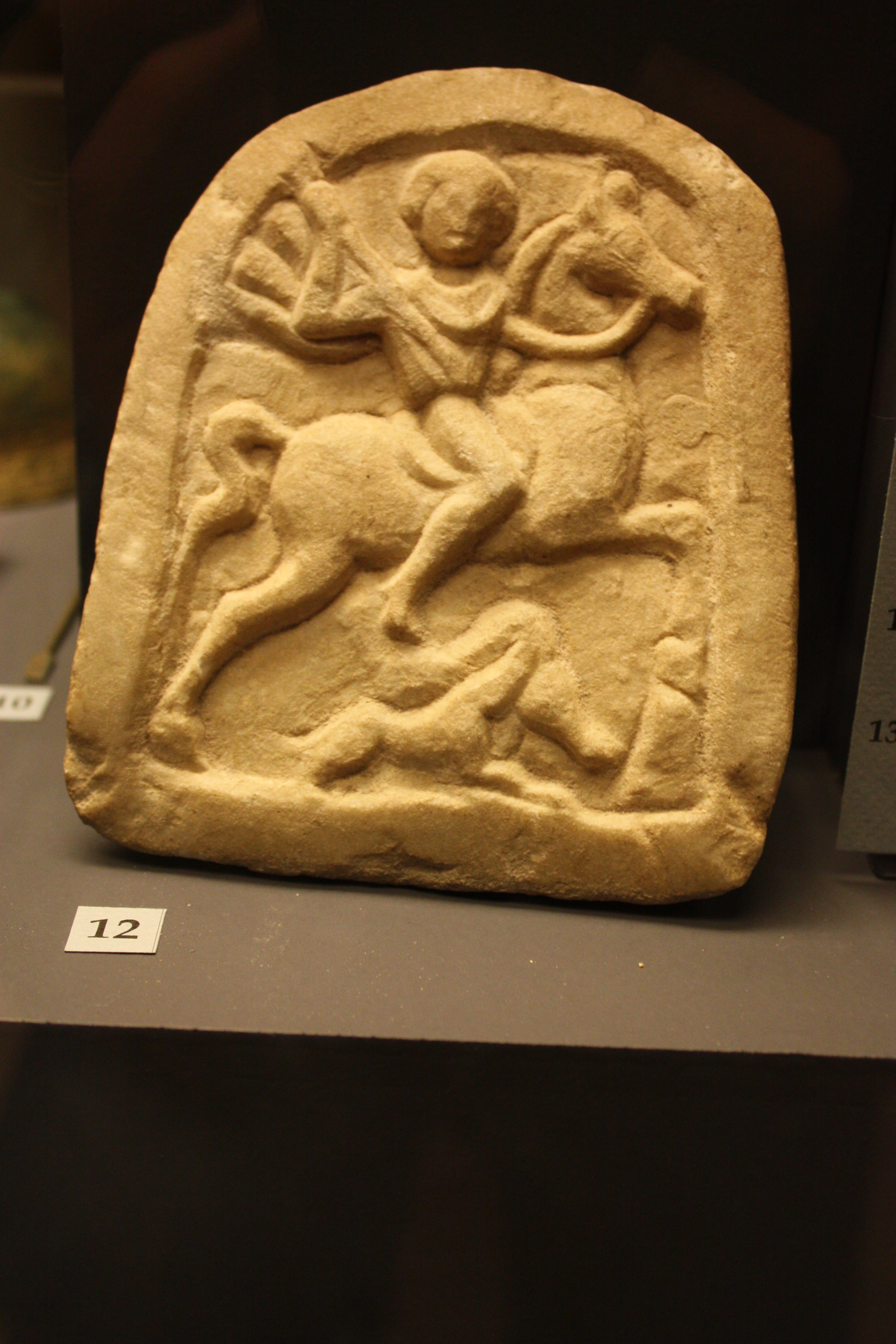
Cavalier thrace au Musée National d’Histoire de Sofia

Le cavalier thrace est une divinité et un héros thrace souvent qualifié de cavalier-héros thrace. Le cavalier armé incarne un dieu guerrier, représenté sous forme stylisée. Plus de 2500 monuments représentatifs de ce culte ont à ce jour été retrouvés. Le cavalier thrace était honoré dans de nombreux sanctuaires thraces de l’époque romaine (Ier et IIe siècles).
Le cavalier thrace constitue un des premiers témoignages de la vie religieuse des Thraces. Il s’agit d’un culte local, même s’il a subi l’influence grecque et romaine. L’origine autochtone du culte du cavalier thrace est manifeste quand on considère l’origine ethnique des donateurs des monuments et l’épithète attribuée dans les dédicaces au divin cavalier.

## Représentation

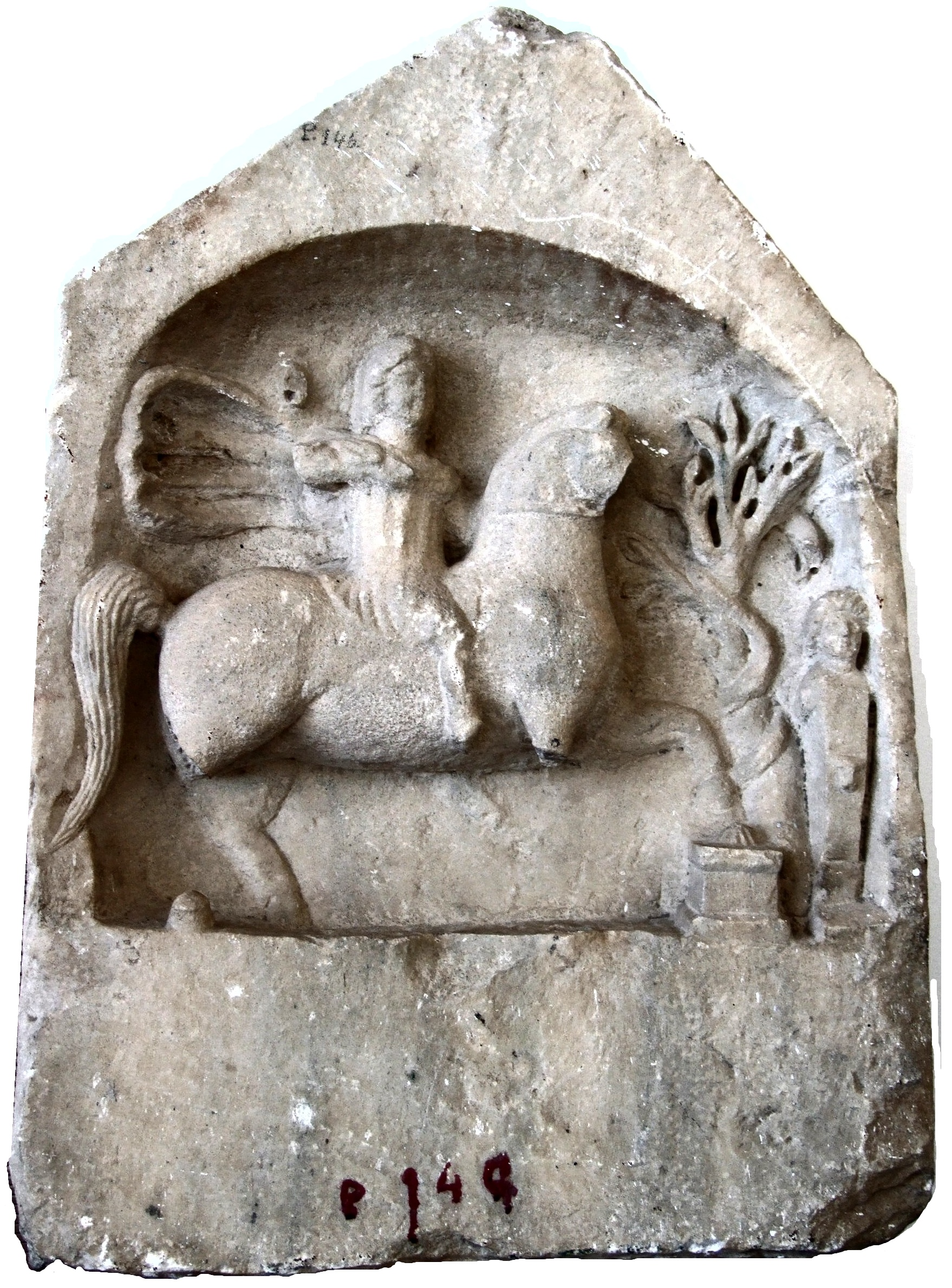
Relief représentant le cavalier thrace (avec un autel surmonté d'un arbre et une figure féminine). Musée d'Histria (Roumanie)

Le cavalier thrace est représenté dans des scènes de chasse ou simplement en mouvement. Dans les scènes plus complexes, le cavalier peut être représenté tourné vers un autel sur lequel se dresse un arbre entouré d’un serpent. Près de l’autel se trouve parfois une ou plusieurs femmes voire un ou plusieurs animaux offerts en sacrifices. Parfois, le cavalier est accompagné d’un chien ou d’un personnage auxiliaire. La lance et la proie sont souvent aussi des attributs du cavalier thrace. Le portrait du roi à cheval ou du cavalier divin figure sur des ornements de harnachement, par exemple dans les trésors thraces du IVe siècle av. J.-C. découverts dans la région de Loveč, à Letnica ou à Lukovit, ou encore sur des vases ou des anneaux. La plupart de ces objets sont en métaux précieux et sont liés à la domination royale ou aux cultes à mystères thraces.
La représentation du cavalier thrace avait déjà été trouvée sur différents objets archéologiques antérieurs à l’époque romaine, mais ces représentations d'une divinité à cheval des Thraces antérieures à l’époque romaine ne présentent pas encore de typologie précise. Sur le plan iconographique, on distingue deux types de cavalier thrace : dans le premier, la cavalier est assis calmement et tient en général une patère (coupe à boire) dans sa main droite, dans le deuxième, un chasseur à cheval est représenté.
La représentation du cavalier thrace a évolué et a survécu dans l’art chrétien : saint Démétrios de Thessalonique, saint Georges et saint Menas sont représentés sous forme de guerriers à cheval. Les icônes représentant saint Georges et saint Démétrios sont particulièrement populaires, encore aujourd’hui, dans les pays de tradition chrétienne orthodoxe.
Sur quelques plaques votives représentant le cavalier thrace trouvées dans la région de la Dobroudja se trouve également une figure féminine considérée par certains interprètes comme une référence au culte de Cybèle et d’Attis, déesses originaires d’Asie Mineure. Deux reliefs trouvé à Constanța (l’ancienne Tomis ou Tomi des Grecs), représentent Cybèle trônant entre deux lions à droite du cavalier. Le peuple phrygien, qui vivait en Asie Mineure, semble avoir eu des liens de parenté avec les Thraces, dans la mesure où des mouvements migratoires avaient eu lieu aux deuxième et premier millénaires avant notre ère de l’espace thraco-macédonien vers l’Asie Mineure. Cela pourrait expliquer pourquoi la déesse Cybèle était également connue des peuples balkaniques comme les Thraces. La communauté cultuelle reliant le cavalier thrace et la déesse d’Asie Mineure est en effet confirmée par une inscription votive grecque du IIe siècle trouvée sur l’île thrace de Thasos, dédiée au héros thrace, à Cybèle et à la Dea Syria. La Dea Syria (Dercéto), à laquelle Lucien de Samosate a consacré un écrit, était également honorée en Thrace intérieure.
Enfin, l’Apollon-Kendrisos thrace, qui résultait d’une fusion syncrétique entre l’Apollon grec et le dieu thrace Kendrisos, était le dieu principal de la cité de Philippopolis (aujourd’hui Plovdiv) et était également représenté sous forme de cavalier thrace.

## Diffusion

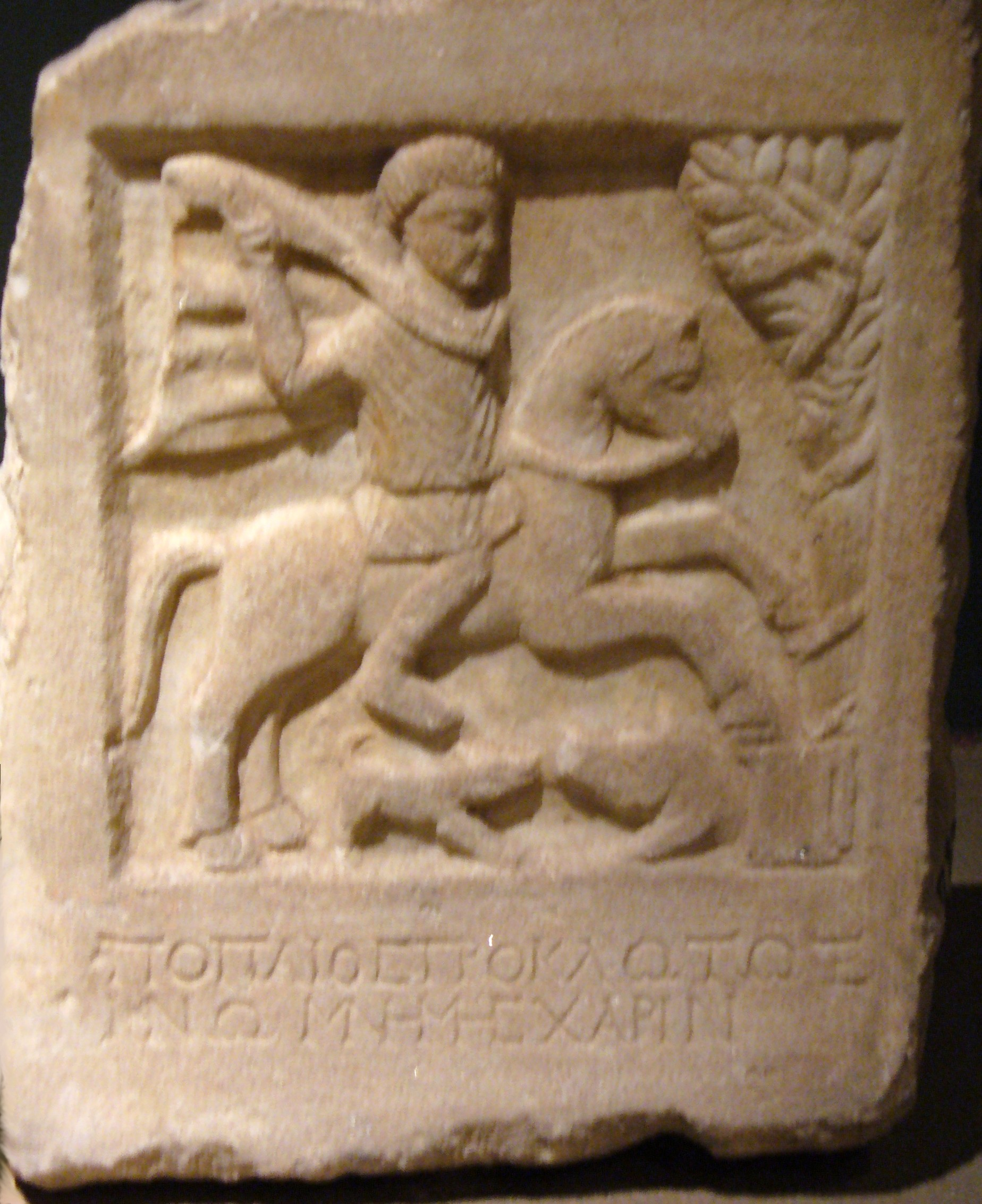
Cavalier thrace au Musée archéologique d'Istanbul

En Thrace, région de la partie orientale de la péninsule balkanique, la représentation du cavalier thrace se trouve souvent sur des objets relevant de la toreutique (travail en relief sur les métaux) et de la glyptique (sculpture sur pierre). Mais dans la région antique de Macédoine (aujourd’hui en Grèce, Macédoine du Nord, Serbie orientale, Bulgarie), on trouve également des objets de ce type, ainsi que dans les villes grecques du Pont-Euxin telles Apollonia Pontica (aujourd’hui Sozopol), Mésembrie (aujourd’hui Nesebăr) ou Odessos (aujourd’hui Varna).
À l’ouest de cette région, le nombre d’objets trouvés diminue rapidement. En Dacie (aujourd’hui en territoire roumain), on n’en trouve qu’un nombre relativement faible. Des exemples sporadiques de cavalier thrace trouvés dans d’autres régions sont vraisemblablement explicables par le fait que des soldats romains d’origine thrace ont dû y être stationnés.
Les reliefs votifs et funéraires les plus anciens représentant le cavalier thrace ont vu le jour sur la côte occidentale de la mer Noire et sur le littoral septentrional de la mer Égée. Ils ont été réalisés au plus tard à l’époque préhellénistique. En revanche, les premiers reliefs de pierre dédiés au cavalier thrace n’apparaissent dans l’intérieur des terres que vers le milieu du IIe siècle.
L’hellénisation croissante conduisit à la réalisation à grande échelle de reliefs et d’autels votifs et de statuettes votives sculptées dans la pierre, et ces dédicaces étaient également le fait des couches moyennes et inférieures des villes, ainsi que des paysans et des soldats. Les invasions barbares qui commencèrent dans les Balkans vers le milieu du IIIe siècle mirent fin à cette activité.
À Karasura (site romain proche du village de Rupkite à l’est de Plovdiv, sur la Via Militaris), un grand nombre de reliefs représentant le cavalier thrace ont été découverts en 1981. Sur le site du castellum de Iatrus (près du Danube, à l’est de Svištov), on a trouvé un relief représentant le cavalier thrace, auquel des inscriptions accordent un attribut du dieu grec Apollon.

## Iconographieetépigraphie

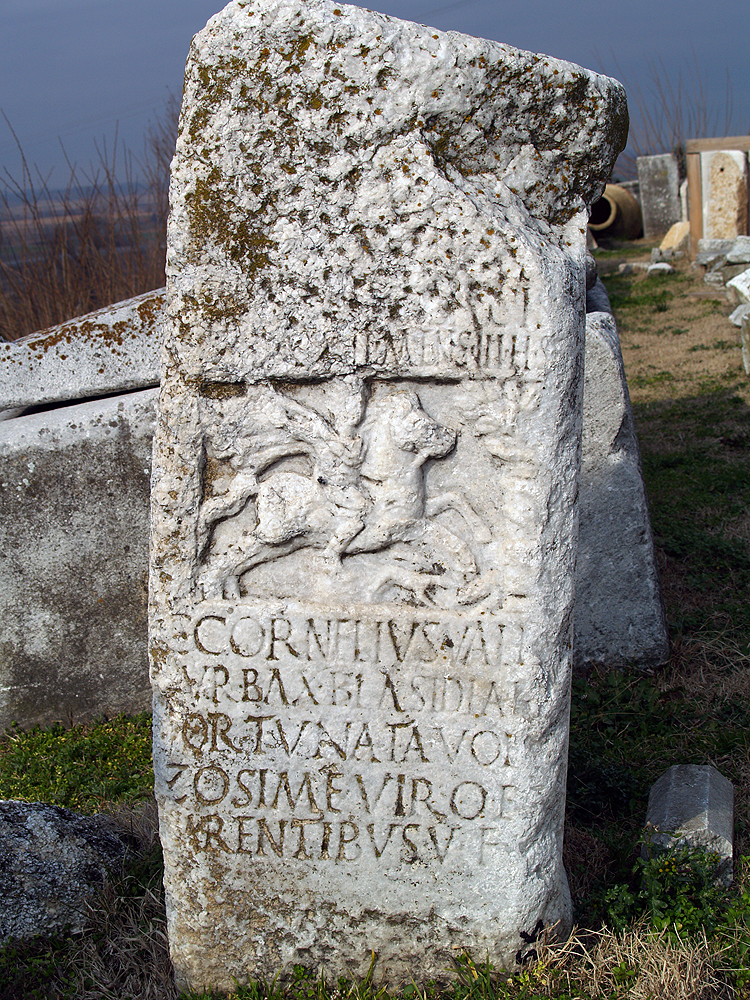
Stèle représentant le cavalier thrace à Philippes (assortie d'inscriptions latines)

On connaît peu de choses de la mythologie des Balkans préhistoriques. Il est certain cependant que les divinités thraces étaient déjà vénérées dans les lieux de culte de Thrace avant l’époque romaine, et qu’elles ont plus tard été identifiées à des dieux grecs voire romains aux fonctions analogues (interpretatio graeca et interpretatio romana).
Ultérieurement, à l’époque romaine, le culte du cavalier thrace se répandit dans presque tous les Balkans antiques : Thrace, Moésie et Scythie Mineure. Le cavalier thrace est également qualifié de « héros thrace » et souvent dénommé par l'expression latine heros equitans. Cela se manifeste par le fait qu’à Odessos (aujourd’hui Varna), le héros était dénommé « Karabazamos ». Karabazamos est un dieu chtonien habituellement représenté sur des statuettes funéraires comme cavalier tuant un fauve avec une lance.
Sur les reliefs votifs, le cavalier représente le dieu thrace lui-même, alors que sur les stèles funéraires, il représente le défunt héroïsé assimilé à la divinité.
Les modèles utilisés pour le cavalier thrace sont les reliefs grecs représentant des héros. Dans les inscriptions, le cavalier est parfois aussi qualifié de héros. Le culte grec des héros présentait des similitudes directes avec celui du cavalier thrace.
Certains objets trouvés portent des inscriptions qui qualifient le cavalier de « dieu » ou « seigneur ». Souvent, le terme de « héros » est également complété par un nom grec ou romain de dieu.
Cependant, malgré le fait que son culte ait été très répandu dans l’espace thrace et que sa représentation ait été relativement homogène, le cavalier ne constitue pas un dieu universel au sens du monothéisme. En outre, le cavalier ou héros thrace a vu le jour dans les Balkans orientaux, et n’est pas dû à des influences orientales.
La déesse de la chasse Artémis (Diane dans la mythologie romaine), représentée chevauchant une biche, faisait également partie de l’univers religieux des Thraces, ainsi que le dieu de la vigne Dionysos et Hermès, représenté chevauchant un bélier.
Le cavalier danubien (dieu équestre danubien), que l’on trouve surtout en Dacie, a été élaboré à partir du cavalier thrace. Son attribut le plus important est un poisson. Le cavalier thrace et le cavalier danubien constituent les deux manifestations du culte du cavalier dans l’Europe du Sud-Est.

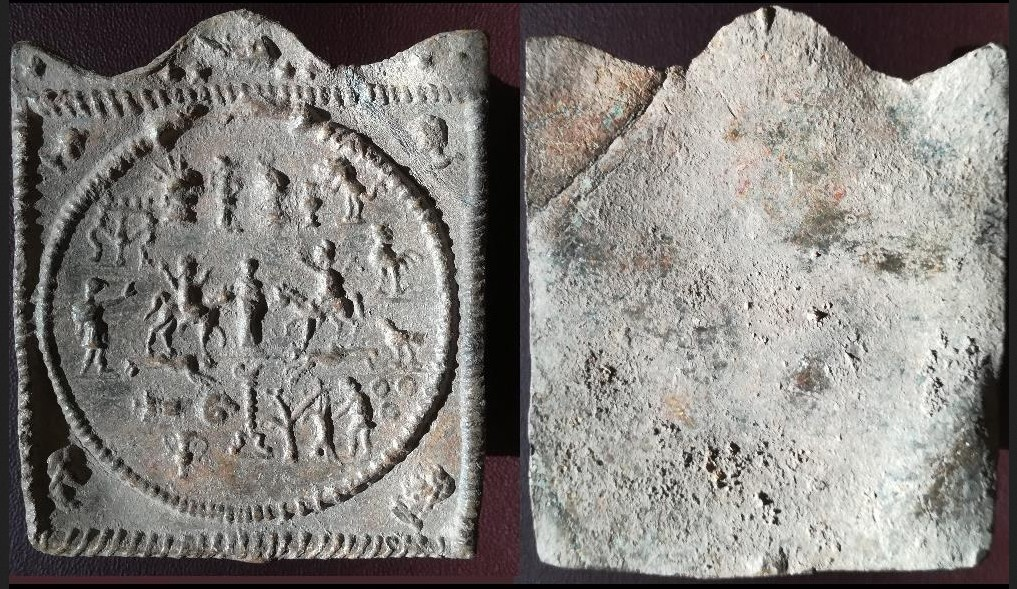
plaque de plomb (124g; 84 x 71 mm) dite "plaquette des Cabires" ou "plaquette thraco-mithriaque" de même moule qu'un exemplaire du musée de Zagreb,

Autour du IIIè siècle, de nombreuses tablettes de plomb d'une dizaine de centimètres ont circulé de la Croatie à la Bulgarie, sans doute en lien avec un culte à Mystères, avec de nombreux symboles (tête de bélier, cratère, serpent ouroboros, lion, Sol, Luna...) qui évoquent des pratiques magico-religieuses, voire gnostiques, que l'on trouve aussi sur certaines intailles,,,,.

## Cavalier de Madara
L’une des représentations les plus connues en Bulgarie du guerrier à cheval est le cavalier de Madara, relief sculpté représentant un cavalier grandeur nature (ou presque) qui se trouve à 23 m de hauteur sur une falaise de 100 m de haut. Le cavalier est accompagné d’un chien, et il transperce un lion de sa lance. Près du relief, des inscriptions datant des Proto-Bulgares, en langue grecque, ont été conservées. Certains chercheurs considèrent que le cavalier de Madara doit être comme un héritage de la tradition artistique thrace. D’autres en revanche estiment qu’il appartient entièrement à l’univers protobulgare, dans la mesure où un étrier est représenté sur le relief, alors que cet ustensile était inconnu dans l’Antiquité.